# Les Ailes de la colombe
Les Ailes de la colombe is een Franse film van Benoît Jacquot die werd uitgebracht in 1981.
Het scenario is gebaseerd op de gelijknamige roman (The Wings of the Dove) (1902) van Henry James. Regisseur Jacquot transponeerde deze roman uit de vroege twintigste eeuw naar 1981.
Henry James' roman werd in 1997 opnieuw verfilmd door Iain Softley onder de originele titel The Wings of the Dove.

## Samenvatting
In Venetië heeft Catherine, een Britse avonturierster zonder geld, kennis gemaakt met Sandro, een jonge romantische Venetiaan. Ze ontmoeten er ook Marie, een steenrijke, zieke Franse erfgename, en ze sluiten vriendschap met haar. Catherine voelt zich aangetrokken tot de charmante Venetiaan maar nog veel meer tot het fortuin van Marie. 
Wanneer ze te weten komt dat Marie ongeneeslijk ziek is en zal sterven bedenkt ze een duivels plan: indien Sandro erin slaagt Marie te verleiden, met haar te trouwen en na haar overlijden haar geld te erven, zal ze zich geven aan hem. 

## Rolverdeling
| Acteur               | Personage               |
| -------------------- | ----------------------- |
| Isabelle Huppert     | Marie                   |
| Dominique Sanda      | Catherine Croy          |
| Michele Placido      | Sandro                  |
| Loleh Bellon         | Suzanne Berger          |
| Françoise Christophe | de moeder van Marc      |
| Paul Le Person       | de vader van Catherine  |
| Odile Michel         | de zuster van Catherine |
| Jean Sorel           | Lukirsh                 |